# Kyrkornas EU-kontor
Kyrkornas EU-kontor i Norden grundades 1999 för att följa utvecklingen i EU med inriktning mot frågor som ligger kyrkorna och de kristna organisationerna nära. EU-kontoret är en ekumenisk organisation  som är ett serviceorgan öka kunskapen om den verksamhet som bedrivs inom Europeiska unionens organisation och inom de olika medlemsländerna. Framför allt vill man medvetandegöra sina medlemmar om möjligheterna att från EU få finansiellt stöd för olika typer av verksamhet eller projekt. Man vill också "skapa och ansluta till olika nationella och europabaserade nätverk som vidgar kunskaperna inom bidragsområdet samt förmedla information om andra nätverk till intresserade medlemmar." Kyrkornas EU kontor avvecklades runt 2018 
EU-kontorets kansli fanns i Ekumeniska centret i Sundbybergs kommun.

## Anslutna medlemmar
- Evangelisk-lutherska kyrkan i Finland
- Folkekirkens mellemkirkelige Råd, Danmark
- Frälsningsarmén, Högkvarteret, Stockholm
- KEK/CEC-Conference of European Churches-Bryssel, Genève, Strasbourg
- Svenska kyrkan, alla stift och församlingar
- Svenska kyrkans arbetsgivarorganisation
- Svenska Missionskyrkan
- Hela människan, rikskansliet
- Katolsk socialakademi
- Sensus Studieförbund
- Studieförbundet Bilda
- Sveriges Kristna Råd